# روبرتا فاکانی
روبرتا فاکانی (ایتالیایی: Roberta Faccani؛ زادهٔ ۱ ژوئیهٔ ۱۹۶۸ در آنکونا) خواننده و بازیگر اهل ایتالیا است که به خاطر دامنه آوازی و تکنیک قوی خوانندگی‌اش شناخته شده‌است.

## حرفه
فاکانی در سال ۲۰۰۱ اولین تک آهنگ خود را با نام هنری ماتا فاکانی منتشر کرد. او به‌عنوان بازیگر تئاتر موزیکال، از سال ۱۹۹۹ تا ۲۰۰۰ در نسخه ایتالیایی یک نمایش موزیکال معروف برادوی (اجاره اثر جاناتان لارسون) نقش‌آفرینی کرد. سپس در سال ۲۰۰۲ در فیلم موزیکال پینوکیوی بزرگ به کارگردانی ساوریو مارکونی بازی کرد.
در اواخر سال ۲۰۰۴، روبرتا پس از امضای قراردادی پنج ساله، به‌عنوان خواننده اصلی گروه مشهور ماتیا بازار، جایگزین سیلویا مزانوته شد. نخستین آلبوم او با گروه ماتیا بازار در سال ۲۰۰۵ منتشر شد. پیش از آن، تک آهنگ فریاد عشق منتشر شد که مقام سوم جشنواره موسیقی سانرمو ۲۰۰۵ در بخش گروه را به‌دست‌آورد.